# John Turnbull (hokej na travi)
John Inglehart Turnbull (Baltimore, Maryland, SAD, 30. lipnja 1910. – Belgija, 18. listopada 1944.) bivši je američki hokejaš na travi. 

## Životopis
Na hokejaškom turniru na Olimpijskim igrama 1936. u Berlinu je igrao za SAD. Odigrao je tri susreta kao vezni igrač i kao napadač. SAD su dijelile 5. – 11. mjesto. Te godine je igrao za Mt. Washington Club.

## Vanjske poveznice
- Profil na Sports Reference.com  Arhivirana inačica izvorne stranice od 19. svibnja 2011. (Wayback Machine)